# Lista de municípios da região Norte do Brasil por IFDM
Lista dos 100 melhores municipios da região Norte do Brasil, de acordo com o Índice Firjan de Desenvolvimento Municipal, ano base 2007.

## Lista de cidades

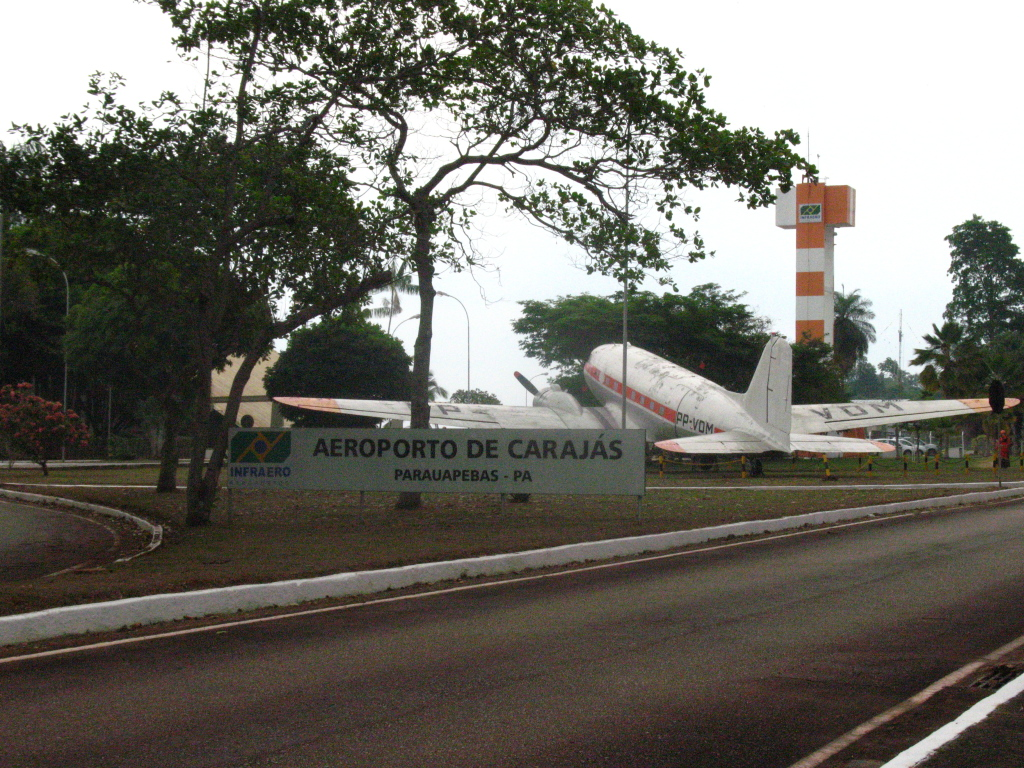
Parauapebas (PA), possuí o melhor IFDM da Região Norte do Brasil

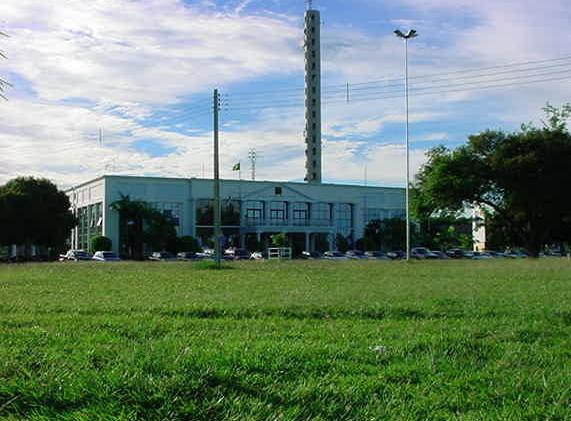
Boa Vista em Roraima, possuí o 4º melhor IFDM da Região Norte do Brasil

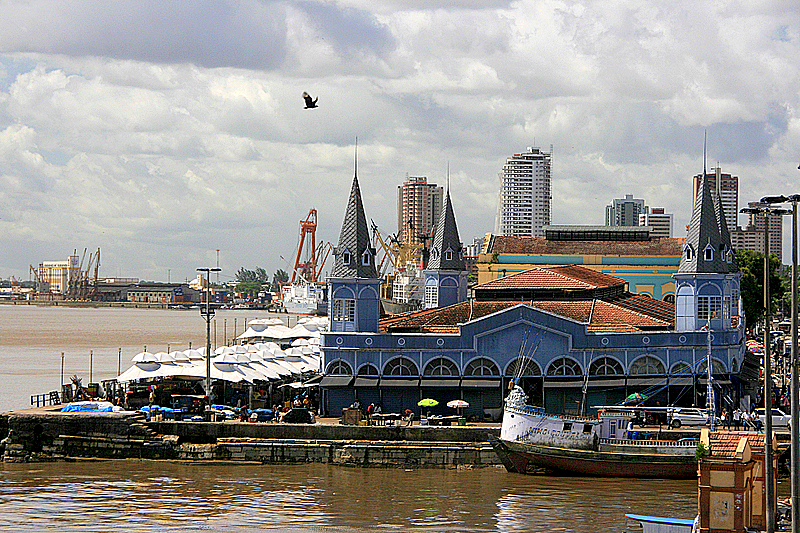
Belém do Pará, possuí o 5º melhor IFDM

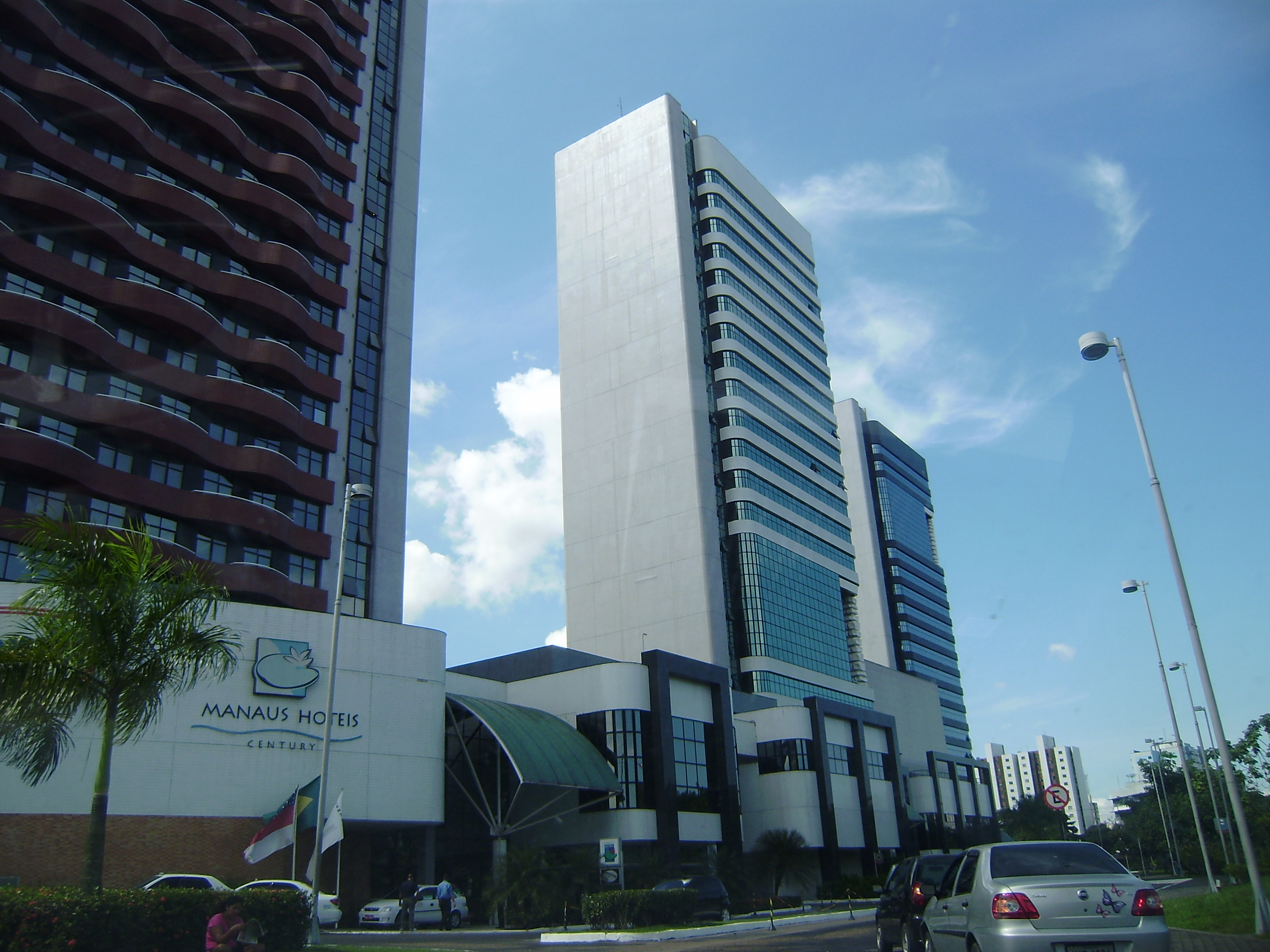
Manaus no Amazonas, possuí o 7º melhor índice

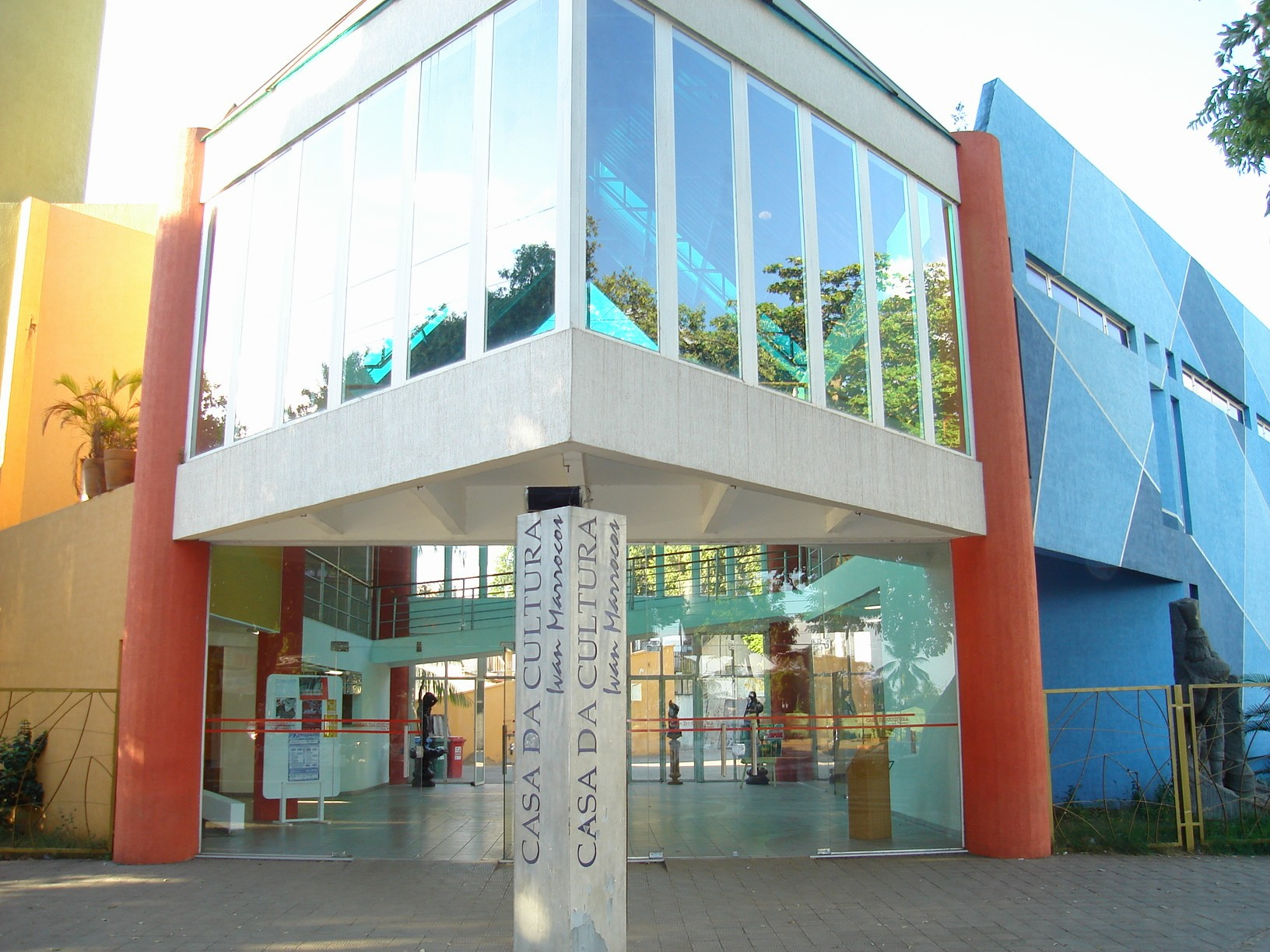
Porto Velho em Rondônia, 10º melhor IFDM

Araguaína no Tocantins

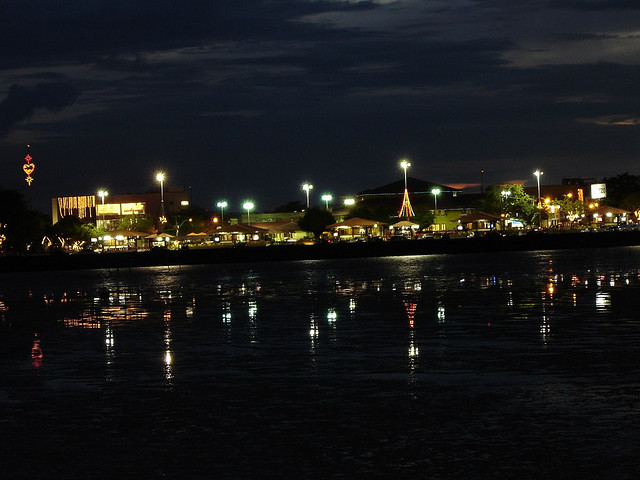
Macapá, capital do Amapá

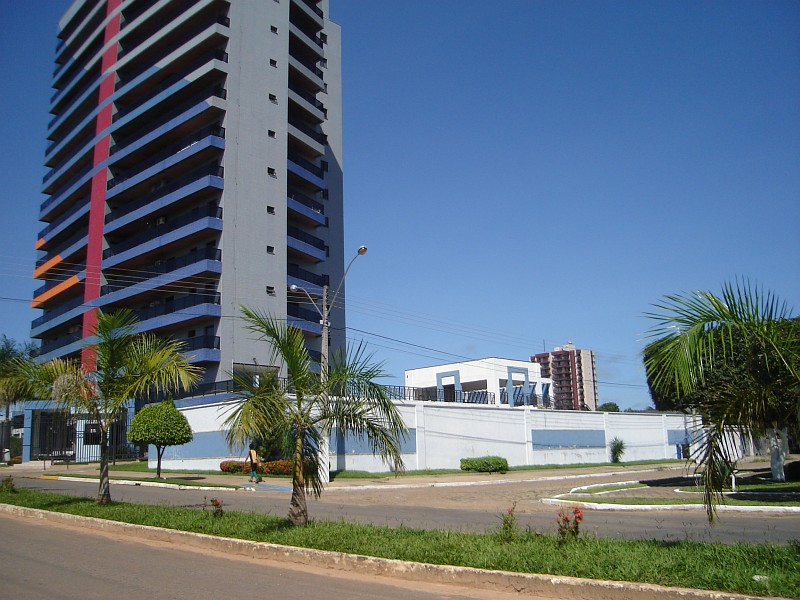
Ji-Paraná em Rondônia

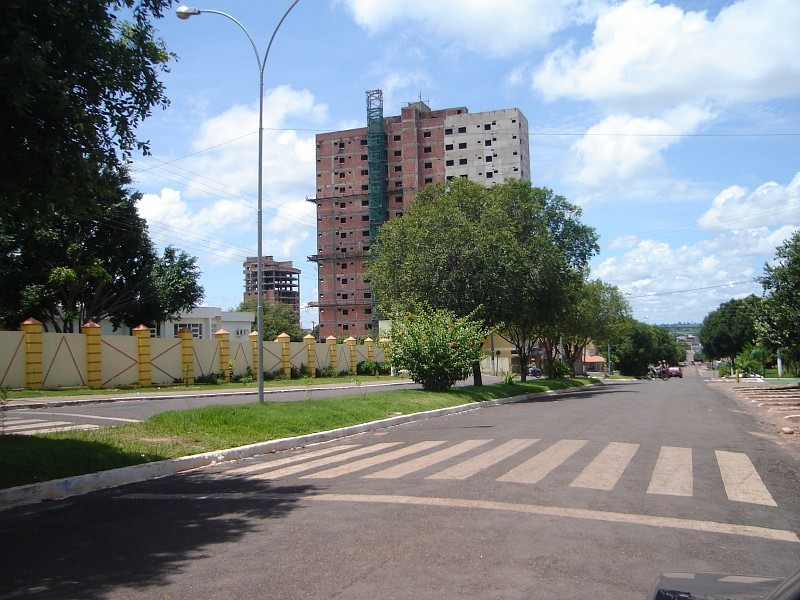
Cacoal em Rondônia

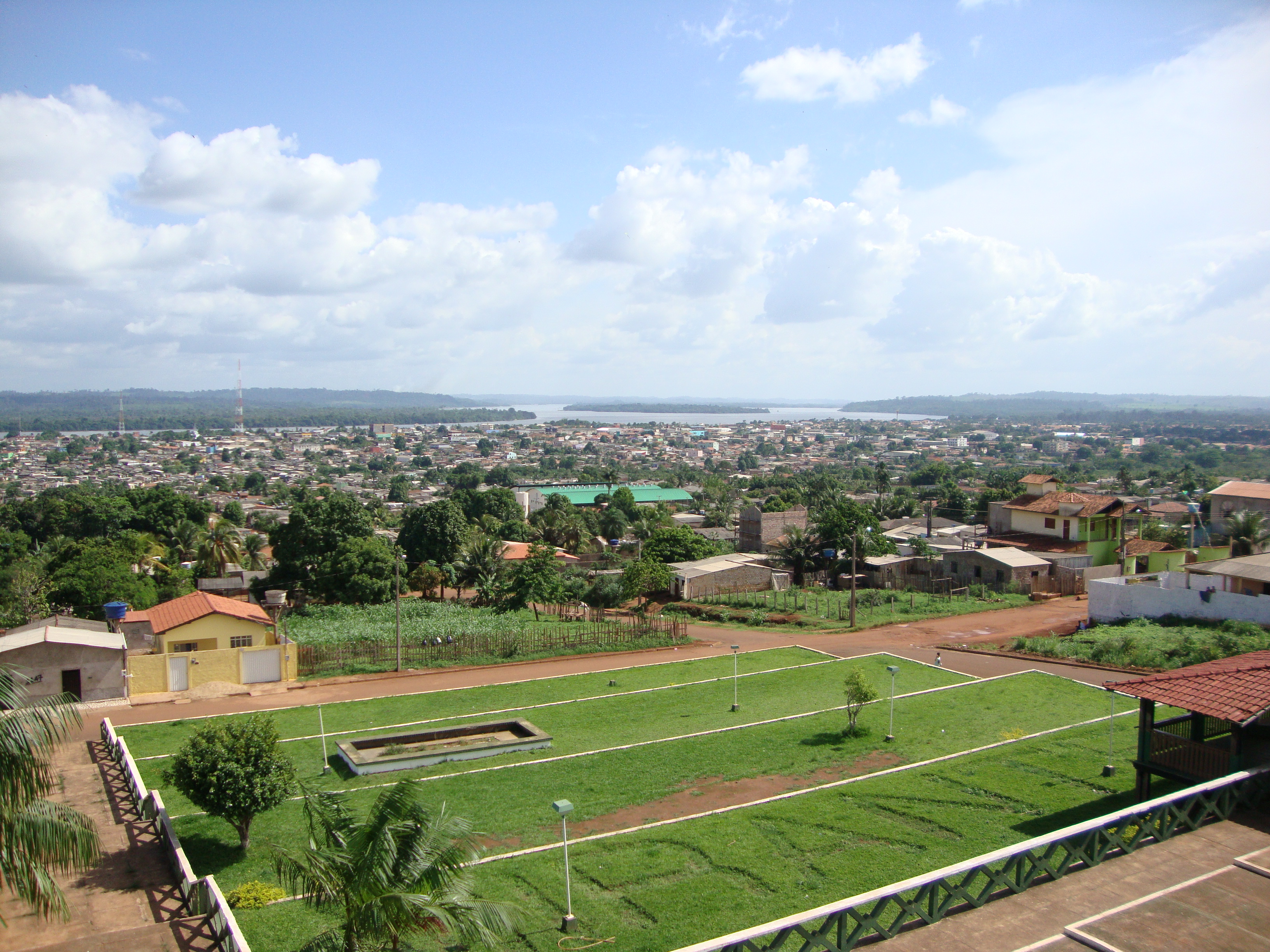
Altamira no Pará

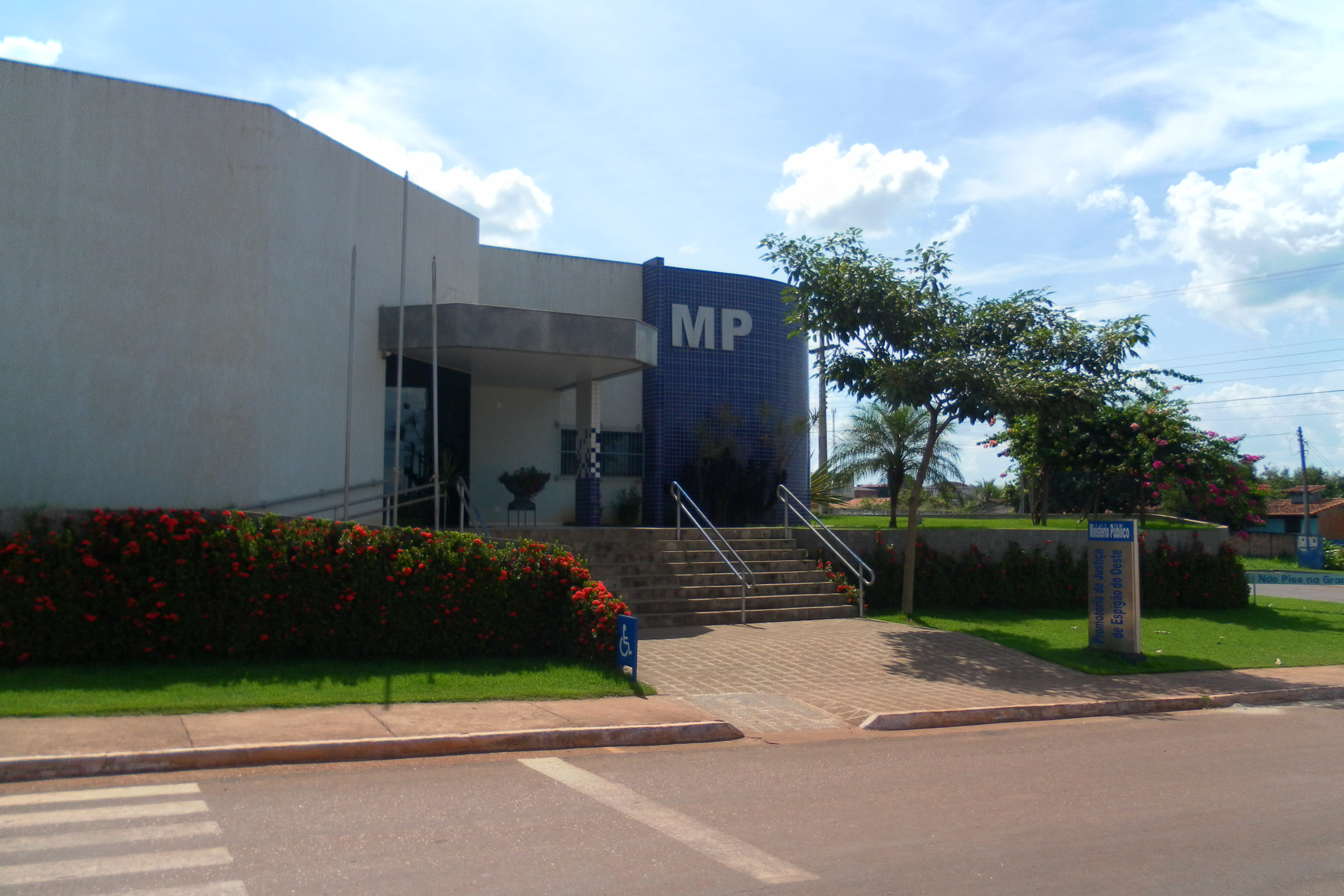
Espigão do Oeste em Rondônia

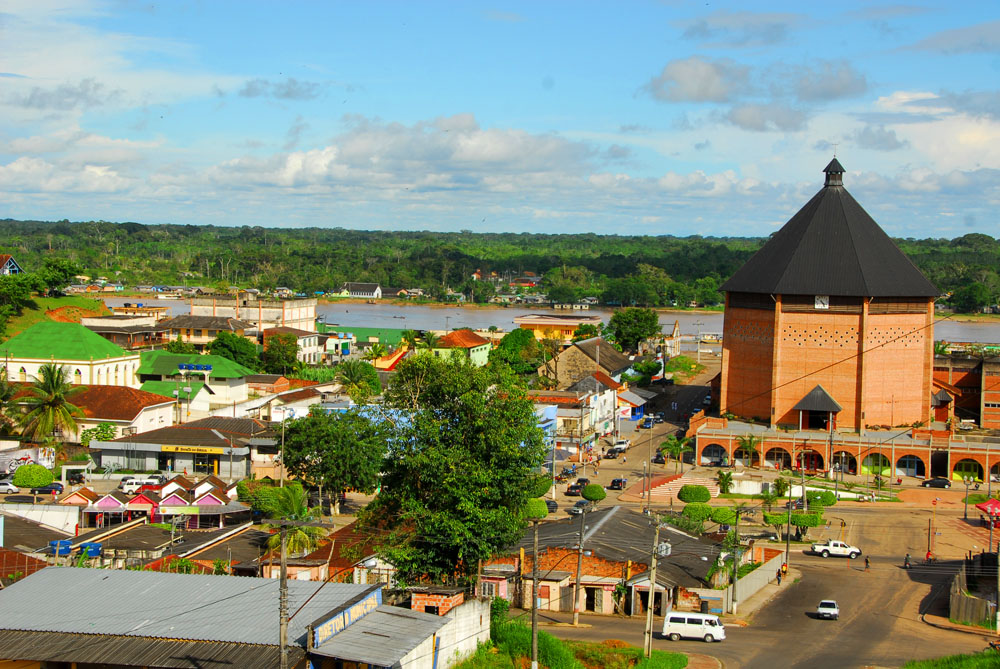
Cruzeiro do Sul no Acre

### Acima de 0,750
| Posição | Cidade        | Estado    | IFDM 2007 |
| 1       | Parauapebas   | Pará      | 0,7825    |
| 2       | Tupiratins    | Tocantins | 0,7783    |
| 3       | Palmas        | Tocantins | 0,7638    |
| 4       | Boa Vista     | Roraima   | 0,7591    |
| 5       | Belém         | Pará      | 0,7575    |
| 6       | Palmeirópolis | Tocantins | 0,7521    |

### Acima de 0,700
| Posição | Cidade      | Estado    | IFDM 2007 |
| 7       | Manaus      | Amazonas  | 0,7407    |
| 8       | Barcarena   | Pará      | 0,7240    |
| 9       | Vilhena     | Rondônia  | 0,7152    |
| 10      | Porto Velho | Rondônia  | 0,7117    |
| 11      | Araguaína   | Tocantins | 0,7065    |
| 12      | Tucuruí     | Pará      | 0,7010    |

### Acima de 0,650
| Posição | Cidade                         | Estado    | IFDM 2007 |
| 13      | Colinas do Tocantins           | Tocantins | 0,6993    |
| 14      | Macapá                         | Amapá     | 0,6964    |
| 15      | Ananindeua                     | Pará      | 0,6943    |
| 16      | Rio Branco                     | Acre      | 0,6921    |
| 17      | Ourilândia do Norte            | Pará      | 0,6921    |
| 18      | Aguiarnópolis                  | Tocantins | 0,6903    |
| 19      | Guaraí                         | Tocantins | 0,6865    |
| 20      | Dianópolis                     | Tocantins | 0,6847    |
| 21      | Presidente Kennedy (Tocantins) | Tocantins | 0,6778    |
| 22      | Ji-Paraná                      | Rondônia  | 0,6749    |
| 23      | Canaã dos Carajás              | Pará      | 0,6690    |
| 24      | São Salvador do Tocantins      | Tocantins | 0,6684    |
| 25      | Marabá                         | Pará      | 0,6659    |
| 26      | Ariquemes                      | Rondônia  | 0,6625    |
| 27      | Coari                          | Amazonas  | 0,6609    |
| 28      | Gurupi                         | Tocantins | 0,6560    |
| 29      | Cacoal                         | Rondônia  | 0,6557    |
| 30      | Araguaçu                       | Tocantins | 0,6557    |
| 31      | Rolim de Moura                 | Rondônia  | 0,6509    |

### Acima de 0,600
| Posição | Cidade                   | Estado    | IFDM 2007 |
| 32      | Brasilândia do Tocantins | Tocantins | 0,6497    |
| 33      | Xinguara                 | Pará      | 0,6488    |
| 34      | Miracema do Tocantins    | Tocantins | 0,6464    |
| 35      | Redenção                 | Pará      | 0,6442    |
| 36      | Santa Isabel do Pará     | Pará      | 0,6412    |
| 37      | Sampaio                  | Tocantins | 0,6395    |
| 38      | Lavandeira               | Tocantins | 0,6389    |
| 39      | Cariri do Tocantins      | Tocantins | 0,6331    |
| 40      | Castanhal                | Pará      | 0,6330    |
| 41      | Ananás                   | Tocantins | 0,6292    |
| 42      | Juriti                   | Pará      | 0,6292    |
| 43      | Santa Fé do Araguaia     | Tocantins | 0,6286    |
| 44      | Rio Crespo               | Rondônia  | 0,6282    |
| 45      | Altamira                 | Pará      | 0,6282    |
| 46      | Aurora do Tocantins      | Tocantins | 0,6271    |
| 47      | Taguatinga               | Tocantins | 0,6270    |
| 48      | Fortaleza do Tabocão     | Tocantins | 0,6251    |
| 49      | Espigão do Oeste         | Rondônia  | 0,6245    |
| 50      | Porto Nacional           | Tocantins | 0,6245    |
| 51      | Combinado                | Tocantins | 0,6244    |
| 52      | Rio Maria                | Pará      | 0,6229    |
| 53      | São João da Baliza       | Roraima   | 0,6220    |
| 54      | Pium                     | Tocantins | 0,6215    |
| 55      | Pimenta Bueno            | Rondônia  | 0,6209    |
| 56      | Babaçulândia             | Tocantins | 0,6201    |
| 57      | Costa Marques            | Rondônia  | 0,6200    |
| 58      | Benevides                | Pará      | 0,6197    |
| 59      | Marituba                 | Pará      | 0,6197    |
| 60      | Colorado do Oeste        | Rondônia  | 0,6190    |
| 61      | Jaru                     | Rondônia  | 0,6186    |
| 62      | Presidente Figueiredo    | Amazonas  | 0,6166    |
| 63      | Santa Luzia d'Oeste      | Rondônia  | 0,6154    |
| 64      | Taipas do Tocantins      | Tocantins | 0,6153    |
| 65      | Cruzeiro do Sul          | Acre      | 0,6144    |
| 66      | Santarém                 | Pará      | 0,6139    |
| 67      | Ouro Preto do Oeste      | Rondônia  | 0,6131    |
| 68      | Arapoema                 | Tocantins | 0,6127    |
| 69      | Santana                  | Amapá     | 0,6113    |
| 70      | Novo Alegre              | Tocantins | 0,6099    |
| 71      | Cristalândia             | Tocantins | 0,6091    |
| 72      | Serra do Navio           | Amapá     | 0,6066    |
| 73      | Tartarugalzinho          | Amapá     | 0,6043    |
| 74      | Tucumã                   | Pará      | 0,6039    |
| 75      | São Miguel do Guaporé    | Rondônia  | 0,6029    |
| 76      | Oriximiná                | Pará      | 0,6015    |
| 77      | Lajeado                  | Tocantins | 0,6006    |
| 78      | Mocajuba                 | Pará      | 0,6003    |
| 79      | Fátima                   | Tocantins | 0,6000    |

### Abaixo de 0,600
| Posição | Cidade                   | Estado    | IFDM 2007 |
| 80      | Mãe do Rio               | Pará      | 0,5995    |
| 81      | Paraíso do Tocantins     | Tocantins | 0,5990    |
| 82      | Carmolândia              | Tocantins | 0,5989    |
| 83      | Monte do Carmo           | Tocantins | 0,5981    |
| 84      | Almeirim                 | Pará      | 0,5976    |
| 85      | Alta Floresta d'Oeste    | Rondônia  | 0,5976    |
| 86      | Nova Rosalândia          | Tocantins | 0,5973    |
| 87      | Alvorada                 | Tocantins | 0,5972    |
| 88      | Wanderlândia             | Tocantins | 0,5969    |
| 89      | Crixás do Tocantins      | Tocantins | 0,5967    |
| 90      | Figueirópolis            | Tocantins | 0,5962    |
| 91      | Rio da Conceição         | Tocantins | 0,5961    |
| 92      | Campo Novo de Rondônia   | Rondônia  | 0,5955    |
| 93      | Pindorama do Tocantins   | Tocantins | 0,5954    |
| 94      | Primavera de Rondônia    | Rondônia  | 0,5954    |
| 95      | Axixá do Tocantins       | Tocantins | 0,5953    |
| 96      | Rio dos Bois             | Tocantins | 0,5949    |
| 97      | Dueré                    | Tocantins | 0,5932    |
| 98      | Divinópolis do Tocantins | Tocantins | 0,5931    |
| 99      | Ministro Andreazza       | Rondônia  | 0,5926    |
| 100     | Manacapuru               | Amazonas  | 0,5913    |

### Cidades por Estado
| Tocantins | 46 |
| Pará      | 23 |
| Rondônia  | 19 |
| Amazonas  | 4  |
| Amapá     | 4  |
| Acre      | 2  |
| Roraima   | 2  |